# 주자소응행절목
주자소응행절목(鑄字所應行節目)은 주자소에서 지켜야 할 시행규칙을 기록한 것이다.규장각 소장본 《주자소응행절목》은 필사본 1권 1책으로 표제는 《板堂考》(판당고)로 되어 있으며  절목(節目)과 함께 본소(本所) 내에 보관하고 있는 활자, 책판(冊板), 책우리(冊亐里), 용기(用器), 책자(冊子), 지지(紙地) 및 주자곡(鑄字穀), 항식(恒式) 등으로 구성되어 있다. 절목을 제외한 각 항목을 이루는 장에는 모두 이문원인(摛文院印)이 찍혀 있으며 항식과 각종지지실수(各種紙地實數) 항목이 끝나는 부분은 착관(着官) 및 서압(署押)이 되어 있다. 절목의 작성일자는 순조 14년(1814년) 7월인 '甲戌七月'(갑술칠월)로 되어 있지만  순조 32년(1832년) 9월 내용인 <壬辰九月各種紙地>(임진구월각종지지)까지 기록되어 있다.

## 구성 내용

### 주자소응행절목
주자소응행절목(이하 절목)은 작성 배경과 12개의 시행 항목으로 이루어져 있으며 작성일이 갑술칠월로 기록되어 있다.
먼저 절목의 작성 배경을 보면,
'주자소는 본관에서 관리하는 곳이기는 하나 각각 동서에 있고 근래 인역이 없자 그냥 버려두어 소장서적, 책판, 주자와 제반물종들을 살피지 못해 비를 맞고 벌레 먹어 산실된 것 또한 많아 참으로 걱정되니 지금부터 따로 절목을 만들어 영구 준행할 것'이라 하고 있다.(鑄字所 雖是本閣句勾管 而各在東西 近無印役 一向拋置 未克照察所藏書籍․冊板․鑄字及諸般物種 雨漏蠧傷 且多散亂 誠極悶然 自今爲始 另成節目 以爲永久遵行之地爲齊)
시행 항목은 생생자․정리자를 비롯하여 위부인자, 한구자 등 각종 활자의 수효 조사와 관리, 책판․철인찰, 내하책자․본소책자에 대한 관리, 해당 관리에 차출 및 근무기간 등의 내용으로 12개로 이루져 있는데 그 내용은 다음과 같다.
- 생생자․정리자는 처음 갈무리부터 근엄하지 않은 것이 아니었거늘 한 번 인역을 치르고 나면 곧 산일되니 참으로 한심하다. 이번 인역 후에는 일일이 수를 헤아려 별도로 도록을 만들어 각별히 관리하여 전과 같이 소홀히 하는 폐단이 없도록 할 것 (生生字․整理字之當初藏置 非不謹嚴 而一經印役 輒致散佚 誠極寒心 今番印役後 一一照數 另成都録 各別典守 俾無如前疎虞之弊爲齊)
- 생생자․정리자는 이번 인역 후 수장제원 등이 그들 스스로 그 수를 조사하고 칠장에 분입시키고 그들 각자에게 봉표하게 하고 도록을 만들어 판당에 두며 각 장의 도록 아래 제원의 성명을 기록하게 하고 그날 이후 사용할 때 만약 흠축된 일이 있으면 기록된 수대로 강제로 만들어 올리게 한 후에 면직시키고 엄히 다스릴 것 (生生字․整理字 今番印役後 守欌諸員等 渠自照數 依前分入七欌 亦使渠等各自封標 成出都録 仍置板堂 各欌都録下 書諸員姓名是置 日後出用之時 如有欠縮之事 依數徴捧 後除汰重治爲齊)
- 守欌諸員의 교체 시에는 신구제원이 주자소에 들어가 수를 조사하고 업무를 넘겨받은 후 새로 인명된 제원이 아무 탈이 없다는 뜻으로 본각에 알리고 만약 탈이 있으면 절목에 따라 강제로 받게 하고 죄를 다스린다. 같은 도록 아래 서명을 개록하되 해당 각리 담당토록 할 것(守欌諸員遞易之時 新舊諸員入來鑄所 照數傳掌後 新差諸員 以無頉之意 告于本閣 而若有頉則依節目徴捧科治 同都録下 改録姓名爲乎矣 該色閣吏照管爲齊 )
- 이번에 절목을 만들 때 위부인자, 한구자와 각양활자는 마땅히 함께 수를 조사한다. 하지만 이번에 내 쓰는 자가 아니면 반드시 다시 조사하지는 않아도 되지만 원도록에 따라 수정하고 관리하는 방법은 신절목에 따라 거행할 것 (今番成節目時 衛夫人字․韓構字及各樣活字 所當同爲照數 而旣非今番出用之字 則不必更考 依原都録修正是遣 典守之方 一依新節目擧行爲齊)
- 각양자는 수를 조사하여 장에 넣은 후 도록과 열쇠는 본각에 봉치할 것(各樣字 照數入欌後 都録及鑰匙 封置本閣爲齊)
- 각양책판과 철인찰은 본각 도록에 기록되어 있는데 도록에 따라 상세히 수를 조사하여 유별로 구분하여 섞이는 폐단이 없게 하며 이번 인역 후에는 각종물종을 도록에 첨록하고 모두 착실히 관리하여 잊어버리는 폐단이 없도록 할 것. (各樣冊板及鐵印札 俱載於本所都録 依都録詳細照數 區分類別 俾無淆雜之弊爲旀 今番印役後 各樣物種 添録於都録 並爲着實典守 俾無閪失之弊爲齊)
- 내하책자와 본소책자가 여러 번 비를 맞아 많이 부식되고 상했는데 지금 일일이 조사하고 점검하여 목록을 바로잡고 관리하는 방법으로 포쇄하는 때는 해당각리 유념하여 거행하데 만약 조심하지 않고 소흘히 하는 폐단이 있을 시는 해당관리의 죄를 논할 것 (内下冊子․本所冊子 屢經兩漏 多致腐傷 今旣一一照檢 釐正目録是置 典守之方 曝曬之節 該色閣吏 另念擧行爲乎矣 若有不謹疎忽之弊 該吏論罪爲齊)
- 책자포쇄는 매년 1차례로 정하고 해당관리가 시행하지 못할 때는 제각관리가 함께 도모하여 거행할 것(冊子曝曬 以毎年一次爲定 而該吏二人 無以擧行 諸閣吏通同擧行爲齊)
- 본소 각처를 해당각리가 매 초하루에 1차례 살펴보고 이상 유무를 입직관에게 고하며 만약 큰비가 올때는 수시로 살필 것 (本所各處該色閣吏 毎朔一次看審 有無頉告于入直官前爲旀 若値大雨 則隨時看審爲齊)
- 담당각리 2명은 각관에서 차출하여 전담하게 하고 2년을 기한으로 하여 교체할 것(該色閣吏二人 自官劃出專管擧行 而限二年遞易爲齊)
- 본소에 예부터 남겨진 각양지지와 고문관에 제작한 책판 수효를 모두 도록에 옮겨 싣고 일체 관리할 것(本所舊遺在各樣紙地 及考文館所在梓作板數爻 並移載於都録中 一體典守爲齊)
- 미진한 조항은 추후 마련할 것 (未盡條件追後磨鍊爲齊)

### 활자
활자는 절목에서 구체적으로  이름을 언급하고 있는 생생자, 정리자, 위부인자, 한구자를 포함하여 어필서문대자, 맹자진서-언서자, 연무목자, 오륜행실언해자, 추춘강자등 9종  918,074자가 기록되어 있으며 주조성 및 입수 간지도 함께 적고 있다.
| 자명                    | 자수   | 鑄․造成및 수입 |
| ----------------------- | ------ | -------------- |
| 御筆序文大字            | 435    |                |
| 孟子眞書字              | 5594   |                |
| 諺書字                  | 4605   |                |
| 衛夫人銅字大字          | 105638 |                |
| 小字                    | 44532  | 丁酉自箕營鑄成 |
| 韓構銅字                | 83660  | 壬寅自箕營鑄成 |
|                         |        |                |
| 燕貿木字大字            | 11500  |                |
| 小字                    | 11450  | 庚戌貿來       |
| 燕貿木字大字            | 9600   | 辛亥貿來       |
| 小字                    | 9900   | 辛亥貿來       |
|                         |        |                |
| 生生木字大字            | 157200 |                |
| 小字                    | 164300 | 甲寅造成       |
| 整理銅字大字            | 160000 |                |
| 小字                    | 140000 | 丙辰鑄成       |
| 五倫行實諺書字          | 4400   | 乙卯造成       |
| 春秋綱字 五千二百六十字 | 5260   | 丁巳造成       |

### 책판
총 20종 2896판이 수록되어 있는데 이중에는 입춘판(立春板)이나 제중단(濟衆丹)판처럼 책판이 아니라 기능성 판목도 포함되어 있으며 은중경의 경우는 석판이며 은중경도판은 철판으로 조성되어 있다
| 서명           | 판수         | 鑄․造成및 입수           |
| -------------- | ------------ | ------------------------ |
| 正音通釋       | 五十九板     | 辛丑自箕營造成           |
| 八子百選       | 一百十三板   | 癸卯自箕營造成           |
| 祈福偈         | 十七板       | 乙卯造成                 |
| 奎章全韵大本   | 九十板       |                          |
| 小本           | 九十板       | 乙卯造成                 |
| 立春板大板     | 五言三句     |                          |
| 中板           | 七言六句     |                          |
| 小板           | 五言九句     |                          |
| 七言           | 二十七句     | 丙辰造成越送本閣         |
| 恩重經圖鐵板   | 七板         | 丙辰造成 内入            |
| 經文           | 十三板       |                          |
| 圖             | 五板         |                          |
| 諺解           | 二十五板     |                          |
| 祈福偈         | 九板         | 丙辰造成下送華城龍珠寺   |
| 恩重經眞言大板 | 一板         |                          |
| 小板           | 一板         | 丙辰造成                 |
| 整理儀軌圖五   | 十六板       | 丁巳造成                 |
| 五倫行實       | 一百六十五板 | 丁巳造成                 |
| 五經百篇       | 一百五十五板 | 戊午造成                 |
| 春秋黃筆       | 四百五十七板 | 戊午造成                 |
| 曹筆           | 四百五十七板 | 己未造成下送完營次       |
| 濟衆新編       | 一百六十四板 | 己未造成出給典醫監       |
| 雅誦           | 七十二板     | 己未造成                 |
| 朱書百選       | 九十五板     | 庚申造成                 |
| 恩重經石板     | 二十四板     | 己未造成 内入            |
| 石板           | 十二板       | 自原營上來恩重經用餘封置 |
| 御定四部手圏   | 三百八十八板 | 辛酉造成                 |
| 小學大全       | 一百六十三板 |                          |
| 諺解           | 二百四十八板 | 辛酉自原營上來           |
| 濟衆丹板       | 二立大一小一 |                          |

### 책우리
생생자 및 정리자와 같이 자형별 목(木)․ 철(鐵) 우리 6종과 서적별 인찰판 3종이 기록되어 있다. 기록 내용을 보면 우리 및 인찰판의 개수와 해당 우리의 항자수를 기술하고 있다.
| 자명/서명 | 우리/인찰판 | 판수/좌수          | 항자수                              |
| --------- | ----------- | ------------------ | ----------------------------------- |
| 衛夫人字  | 鐵亐里      | 三十板内十三板外閣 | 十行十八字                          |
| 韓構字    | 鐵亐里      | 十二板             | 十行二十字                          |
| 生生字    | 鐵亐里      | 二十五板           | 十行二十字                          |
|           | 鐵亐里      | 二十板             | 十行十八字                          |
|           | 小亐里      | 十板               | 十行二十二字                        |
| 整理字    | 鐵亐里      | 三十板             | 十行二十字                          |
| 整理儀軌  | 木亐里      | 十五板             | 十二行二十二字 八坐杜律分韻小板移用 |
| 日省録    | 鐵印札板    | 一坐               | 十行二十字                          |
| 五經百篇  | 木印札板    | 一坐               | 七行                                |
| 實録      | 鐵印札板    | 一坐               | 十五行 杜律分韻小板移用             |
| 御製      | 鐵亐里      | 二坐               | 十行二十字                          |

### 용기
용기항목에는 생생자, 정리자등 각 활자를 유별로 보관하기 위한 장(欌)․궤(樻)와 책판을 보관하기 위한 궤(樻)․갑(匣) 등을 비롯하여 각종 인쇄물품 및 본소(本所)에 비치된 물품의 목록을 기록하고 있다.

### 항식
주자소에서 일년간 사용되는 각종 비용 981兩에 대한 내용을 기록하고 있는데 춘하추동(春夏秋冬)에 사용되는 땔나무와 기름비를 포함하여 제사 및 공사(公事), 등록(謄錄), 정서회계(正書會計) 및 초회계(草會計)에 사용되는 종이 및 비용을 기록하고 있다. 또한 주자소에 근무하는 대청직(大廳直), 사령(使令), 방직(房直), 군사(軍士) 각 2명에게　주어지는 급료를 기록하고 있다.

### 책자
책자는 內下冊子와 水原外帑庫上來冊子 두가지를 기록하고 있다. 총 29종이 기록된 내하책자는 庚申(순조 즉위년) 內下라 적고 있으며 서명․건수 밑으로 책자의 內入․頒賜, 加․無등의 변동사항을 첨지에 기록하여 붙여놓고 있다. 甲子(순조4년) 9월에 본각에 들어온 것을 甲戌 (순조14년) 9월에 본소에 이치한   수원외탕고상래책자는 29종의 책자가 기록되어 있는데 新印經書(毛綿紙․壯紙)나 新印春秋(壯紙, 白紙)등은 인출종이 별로 따로 기록하고 있다.

### 지지실수
각종지지실수(各種紙地實數)에는 간인에 사용할 각종 종이의 실제 보관 권(卷)․장(張) 수를 기록하고 있으며 그 아래 내입(內入), 별치대용(別置貸用), 상환(相換) 등을 주기하고 있는데 ｢壬辰九月各種紙地除腐傷從實數移付別置實數｣(임진구월각종지지제부상종실수이부별치실수)에서는 앞서 각종지지실수에 기록된 지지별에서 부상된 수량과 사용할 수 있는 실수, 총 2백 90권 13장 기록하고 있다.

## 장서각 소장본 내용
장서각 소장본은 “大正六年 十一月 謄寫”(대정육년 십일월 등사)로 필사년을 기록하고 있는데 규장각본과 동일한 내용의 수록과 함께 다음과 같은 부분이 더 첨가되어 있다. 절목 바로 뒤에 純祖甲戌 摛文院編(순조갑술 이문원편)이라는 말과 함께 《御製人瑞錄》(어제인서록)중 주자(鑄字)에 관한 부분을 인용하여 기록하고 있으며 지지실수 항목 뒤에 동행각서목(東行閣書目)이 첨부되어 있다. 동행각서목은 그 아래에 있는 주기에 의하면 “주소책합록(鑄所冊合錄), 주자소의 책을 임진년에 동행각에 옮겨 왔는데 병신년에 어제(御製) 인출 시 또 장서각에 이장하고 지금 다시 환치한다. 기해(己亥) 8월 22일”이라고 하고 있다. 임진년 수해로 당시 주자소에 보관 중이던 책들은 동행각으로 옮겨 보관되었다가 헌종(憲宗) 2년(1836) 《순조대왕 어제》 인출 시 장서각에 다시 옮겼다가  헌종 5년(1839년)에 다시 옮겨왔다는 것이다. 이 목록은 광곽우하에 기록된 “辛丑六月準”(신축유월준)으로 보아 헌종 7년(1841년)까지 본 목록을 확인한 것으로 보인다.

## 원자료
《鑄字所應行節目》서울대규장각 청구기호 : 奎貴 7909 /  (奎章閣(朝鮮) 編,筆寫本,1冊(24장),크기34.4×22.2cm)

## 관련논문
- 藤田亮策, <鑄字所應行節目に就きて>, 《書物同好會會報》書物同好會報會 1968
- 유대군, <주자소 설립에 관한 몇 가지 문제> 《한국문학연구》 제25권,동국대학교 한국문학연구소 2002.